# Johanna Ekström
Johanna Ulrika Ekström, född 9 maj 1970 i Hedvig Eleonora församling i Stockholm, död 13 april 2022 i Maria Magdalena distrikt i Stockholm, var en svensk författare och fotografisk konstnär. Hon debuterade 1993 med diktsamlingen Skiffer och året därpå hade hon sin första utställning. Ekström publicerade ett tiotal dikt- och novellsamlingar samt romaner.

## Biografi
Ekström växte upp i Stockholm som dotter till författarna Per Wästberg och Margareta Ekström. Hon författardebuterade 1993 med diktsamlingen Skiffer och fortsatte publicera poesi under 1990-talet. Efter millennieskiftet 2000 började hon publicera noveller, romaner och dagboksanteckningar. Hennes första novellsamling Vad vet jag om hållfasthet gavs ut år 2000. Romandebuten skedde med Avskedsstafetten 2004 som följdes av novellsamlingen Titta, hon kryper. Ekström fick stort genomslag med sina självbiografiska verk. Den självbiografiska Om man håller sig i solen från 2012 skildrar uppväxten i ett borgerligt och intellektuellt hem på Djurgården. Hennes tidigare dagböcker publicerades 2016 under titeln Dagbok 1996–2002. Hennes sista bok Meningarna från 2020 skildrar relationen till hennes mor, som fick svårt med talet efter en stroke på 1990-talet.
Som konstnär hade Ekström sin första utställning på Galleri Charlotte Lund 1994. Hennes arbete som visuell konstnär var tätt sammanlänkat med hennes poesi. År 2012 hade hon sin första utställning på Björkholmen Gallery och representerades efteråt av galleriet. Hon ställde även ut på Göteborgs konstmuseum och Färgfabriken på Liljeholmen.
Hon var under en period sambo med Tomas Lappalainen och fick en dotter med honom.
Ekström avled 2022 i cancer.
| ”                            | Någon har lagt ut sina nät i dig, men kastar tillbaks småfisken Någon väntar på en enda fisk, skygg och blind, vilande på botten, där det är som djupast | „ |
| – ”Någon”, ur Skiffer (1993) | |   |

## Konstutställningar
- Ljusrapporter (Light Reports), Galleri Charlotte Lund, Stockholm (1994)
- Installation, Galleri Mors Mössa, Göteborg (1996)
- Schlaraffenland, installation, Galleri Charlotte Lund, Stockholm (1996)
- Skåda (Gaze), Enkehuset, Stockholm (1997)
- Skåda (Gaze), Rooseum, Malmö; Passagen, Linköping (1998)
- Brott, installation, med Erik Pauser, Gävle Art Centre, Gävle, Sweden (1998)
- Brott, installation, med Erik Pauser, Färgfabriken, Stockholm (1999)
- Brott, installation, med Erik Pauser, Bildmuseet, Umeå (1999)
- Brott, installation, med Erik Pauser, Stenasalen, Göteborgs Konstmuseum (1999)
- Brott, med Erik Pauser and Björn Elisson, The House of Dance, Stockholm (2000)
- Installation, Galleri Charlotte Lund, Stockholm (2000)
- Installation, Galerie Leger, Malmö (2001)
- L’Intrus / Intruder, installation, med Erik Pauser, Centre culturel suédois, Paris (2001)
- Strategies of Moments, med Erik Pauser, Olle Olsson-huset, Solna (2002)
- Photos, Hanaholmen, Finland (2007)
- Innan allt ens är möjligt att förstöra, Galleri Forum, Stockholm (2011)[17]
- Still Life, Björkholmen Gallery (2013)[17]